# 피의 캔자스
피의 캔자스(Bleeding Kansas, Bloody Kansas)란 1854년에서 1861년 사이에, 캔자스 준주와 인접한 미주리주에서 노예 제도 폐지를 주장하는 정착민들과 옹호론을 주장하는 정착민들 사이에 발생한 일련의 폭력적, 정치적 대립 사태를 말한다. 분쟁의 핵심은, 준주였던 캔자스가 주로서 미합중국 연방에 가입할 때 노예주가 될 것인가 자유주가 될 것인가 문제였다. 이 때문에 ‘피의 캔자스’ 사태는 미국 북부와 남부의 노예 제도를 둘러싼 대리전이라고 볼 수 있다. ‘피의 캔자스’(Bleeding Kansas)라는 용어는 호레이스 그릴리가 《뉴욕트리뷴》에서 처음 사용했다. 이 폭력사태는 미국 남북전쟁의 사전 징후였다.
당시 미국 국회는 노예 제도 지지자들과 반대자들의 이해관계를 조정하려고 애쓰고 있었다. 피의 캔자스 사태는 1854년에 제정된 캔자스 네브래스카 법에서 그 원인을 찾을 수 있다. 이 법은 미주리 타협을 무효로 하고, 국민주권 개념을 실시하는 것을 골자로 한다. 국민주권이란 표면상으로는 민주주의적인 생각이지만, 그 실체는 각 준주 또는 주의 주민들이 자신이 사는 주가 노예주가 될지 자유주가 될지 결정하게 위임하는 것이었고, 이로 인해 양측의 운동가들이 캔자스로 쏟아져 들어오게 된다. 한때는 캔자스에 정부가 두 개 있고, 각 정부는 따로 헌법을 만들었던 적도 있을 정도였다(물론 연방에서 인정한 것은 하나 뿐이었다). 1861년 1월 29일, 캔자스는 자유주로서 연방에 가입했고, 이로부터 3개월도 채 못되어 섬터 요새 전투가 터짐으로써 남북 전쟁의 막이 오른다.

## 배경

자유주와 노예주의 변천, 1789년-1861년

미국 남부에 뿌리 깊이 정착된 노예 제도의 문제는 건국 때부터 이견이 분분했었다. 미국 헌법은 노예 제도가 유지되지 않았다면 비준되지 않았을 가능성이 높았다. 헌법에는 5분의 3조항이 있어 미국 하원 의원의 각주 정원수를 결정하는 근거로 주 인구에 주의 노예 인구의 5 분의 3이 가산되어 있었다. 이것은 노예주와 자유주의 이익의 균형을 잡기 위한 것이었다. 국가를 확대하고 새로운 주를 자유주로 받아들이거나, 또는 노예주로 받아들이느냐 하는 문제가 생겼을 때 노예 제도에 관한 논란은 커졌고, 한 방향으로 진행해서 권력의 취약한 균형을 언제든지 무너뜨릴 우려가 있었다. 1820년 미주리 타협이 균형을 유지하기 위해 이루어졌다. 이후 1850년 타협은 유사한 목적으로 행해졌지만, 나라 전체가 내란에 직전까지 가게 되었다.
1854년 캔자스 네브래스카 법은 캔자스 준주와 네브래스카 준주를 설립하고 미국인 개척자 땅을 개방하게 되었다. 이 법은 2개의 준주가 주로 승격할 때 노예 제도를 인정 여부를 주민들에게 결정하게 한다는 것으로 실질적으로 미주리 타협을 철폐하는 것이었다. 이 주민들에게 결정하게 한다는 개념은 현재 ‘주민 주권’이라는 것으로, 미국 상원 의원, 상원 영토 문제 전문위원회 위원장을 맡고 있던 스티븐 더글러스가 제창한 것이었다. 주민 주권은 서부와 북부의 새로운 준주에 노예 제도를 확대 할 수 있는 가능성을 부여하며, 남부 주에 양보하는 시도였다. 이 원칙은 캔자스 준주에서 ‘불법 거주자 주권’이라고 하여, 루이스 캐스 상원 의원은 시행을 방해했다. 캐스는 그럼에도 불구하고 ‘워싱턴 데일리 유니언’에 투고한 글에서 그것을 이론적 구조를 제공함으로써 ‘주민 주권의 아버지’(Father of Popular Sovereignty)라는 호칭을 받았다. 또한 캐스는 1848년 민주당 대통령 후보에도 지명되었다.
당초 캔자스 준주에 들어와 노예 소유주가 되는 사람들은 극히 적을 것이라고 생각하고 있었다. 캔자스가 노예를 활용하여 이익을 내기에는 너무 북방에 있다고 생각했기 때문이었다. 그러나 미주리 강을 따라 캔자스 준주 동부는 인접한 건너편에 있는 미주리의 ‘블랙 벨트’와 마찬가지로 노예를 이용한 농업에 적합했다. 캔자스 준주에 주 정부를 만들고 그곳을 어떤 주로 할 지에 대한 문제는 그 주 경계를 넘어 매우 정치적인 사안이 되었다. 여기에는 많은 이유가 있었다. 노예주인 미주리주는 북쪽으로 아이오와주에, 동쪽으로 일리노이주에 접하는 곳으로 주변이 모두 자유주로 노예주로는 고립된 위치에 있었다. 주의 대다수는 노예가 없었고, 노예 소유자 수는 주 인구에 비하면 상당히 적은 것이었다. 캔자스가 자유주로 미합중국에 가입하면 미주리는 3면이 자유주에 둘러싸이게 될 것이었다. 노예주와 자유주 경계에 해당하는 주에서 노예 해방, 노예 제도 폐지 운동과 도망 노예가 반드시 생길 수 있었으므로, 옆에 자유주가 있다는 것은 미주리의 노예 소유자에게 상당한 위협이었다.
미국 상원은 각 주에 2명의 의원이 할당하게 되어 있었다. 당시 노예주 수와 자유주의 수가 엇비슷했기 때문에 하나의 주를 추가하는 것은 그 균형을 무너뜨려 노예주의 기득권을 저해 할 우려가 있었다.

## 북부와 남부의 만남

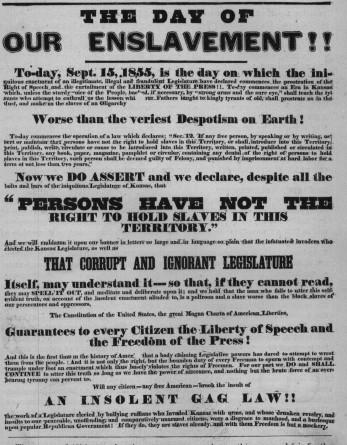
1855년, 캔자스 자유주의 포스터.

캔자스 준주에 최초로 조직된 이민자들은 노예주의 주민들, 특히 인접한 미주리 주에서 온 시민이었다. 그들은 캔자스 준주에 노예주의 확대를 위해 온 사람들이었다. 이러한 이민자들이 레번워스와 애치슨에 노예 제도 지지자들의 개척지를 설립했다. 이와 거의 동시에 북부에서 온 반노예 조직, 그 중에서도 뉴잉글랜드 이민자 지원 회사가 캔자스에 수천 명의 개척자를 이동시켜, 그곳을 자유주로 만들기 위해 자금을 모으고 있었다.
이러한 조직은 토피카, 맨하탄, 로렌스 등의 준주에 자유주 개척지를 설립하는 데 공헌했다. 노예제 폐지 운동가 헨리 워드 비처 목사는 유사한 생각을 가진 개척자들을 샤프 라이플로 무장시키는 자금을 모으고 있었으며, 이들은 ‘비처의 바이블’이라는 정밀 소총 부대가 되었다. 1855년 여름 경에는 약 1,200명의 뉴잉글랜드의 양키가 새로운 준주로 향했으며, 무장을 갖추고 싸울 준비가 되어 있었다. 남부에서는 북부 사람 3만 명이 캔자스에 내려와 있다는 소문이 퍼지자, 1854년 11월 대부분이 미주리주에서 경계를 넘어온 ‘보더 러피안’(Border Ruffians, 경계 불한당)이라는 무장한 노예제도 지지자 수천 명이 캔자스로 들어가 준주에서 미국 하원에 보낼 1명의 하원 의원 선출을 지배하려고 했다. 등록 유권자의 투표는 절반에도 미치지 못했고, 600명 이상의 투표자 중에 합법적인 투표자 수는 20명에 불과했다. 그리하여 노예 제도 옹호자들이 선거에서 승리했다. 당시 캔자스 준주에는 약 1,500명의 등록 유권자가 있었으며, 그 모두가 실제로 투표한 것은 아닌데도 불구하고, 투표자 수는 6,000표 이상이 나왔다. 더 중요한 것은 보더 러피안이 첫 번째 준주 의회 의원 선거가 실시된 1855년 3월 30일에도 같은 일을 반복하여 노예제도 지지자의 승리로 끝낸 것이었다.
노예제 지지자로 굳어진 준주 의회는 1855년 7월 2일에 포니(Pawnee)에서 소집되었지만, 일주일 후에는 미주리주 경계의 쇼니 미션으로 옮겨서 거기서 캔자스 준주에서 노예 제도를 합법화하는 법을 통과시켰다. 1855년 8월, 프리 소일러의 한 무리가 결집하여 준주 의회에서 성립된 노예 제도 옹호법을 거절하는 결의를 했다. 이 집회에서는 토피카 헌법의 윤곽을 잡고 그림자 정부를 만들었다. 프랭클린 피어스 대통령이 1856년 1월 24일에 미합중국 의회에 보낸 메시지에서 토피카의 정부가 정당한 지도층에 대한 ‘혁명’이라고 선언했다.

## 폭력 사태의 시작
1855년 10월 존 브라운이 노예 제도에 맞서 싸우기 위해 캔자스 준주에 들어왔다. 11월 21일 ‘찰스 도우’라는 자유주 주민이 노예 제도 지지자의 개척자에 총격을 당하자 ‘와카루사 전쟁’이 시작되었다. 이 싸움에서 유일한 사망자는 ‘토마스 바버’로 자유주 사람이었다. 그는 1855년 12월 6일에 침입자의 주력이 진을 치고 있던 로렌스에서 약 10km 떨어진 곳에서 총에 맞아 죽었다. 그로부터 몇 달 후 1856년 5월 21일, 보더 러피안의 무리가 자유주 로렌스 요새로 들어와, 그곳에서 자유주 호텔을 불태우고, 2개의 신문사 사무소와 인쇄기를 파괴했으며, 주택이나 점포를 약탈하기도 했다.

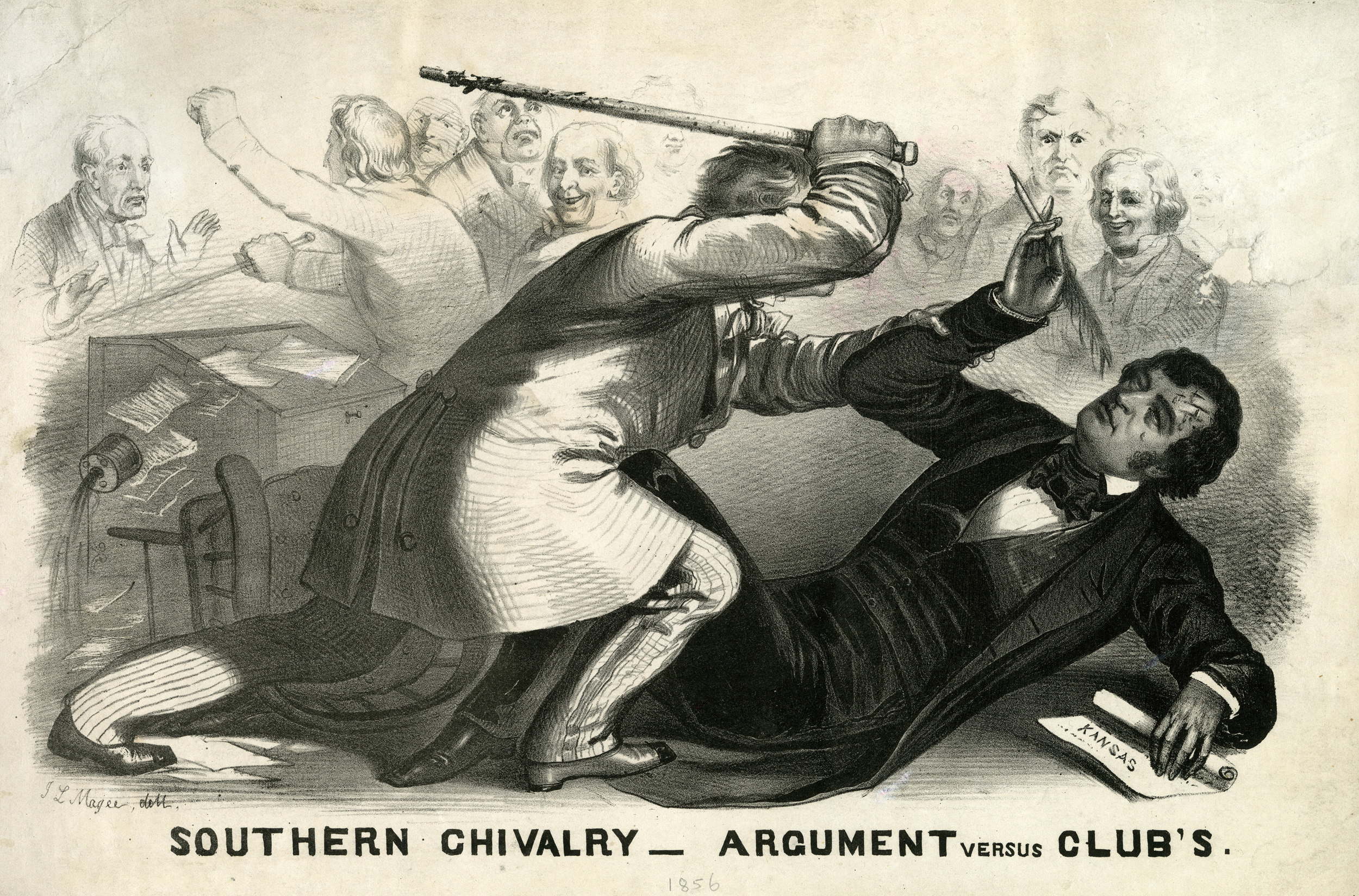
1856년 미국 상원 의회에서 찰스 섬너를 폭행하는 프레스턴 브룩스

다음 날 5월 22일 오후, 미국 상원 회의장에서 사우스캐롤라이나 출신 민주당 하원 의원 프레스턴 스미스 브룩스가 매사추세츠 자유토지당 상원 의원 찰스 섬너를 폭행했다. 그는 지팡이로 섬머의 머리를 때렸으며, 섬너는 자신이 흘린 피로 눈이 보이지 않았으며, 쓰러져서 의식 불명이 될 때까지 지팡이에 찔렸다. 브룩스는 지팡이가 부러질 때까지 섬너를 계속 폭행했다. 다른 상원 의원 몇 사람이 섬너를 도우려고 했지만, 권총을 들고 ‘그냥 둬!’라고 외치는 로렌스 키토 하원 의원에 의해 제지를 당했다. 이 사건은 그 전에 섬너가 캔자스에서 노예제 지지자의 폭력 사태를 비난한 연설에서 브룩스의 친척 의원을 모욕한데 대한 보복이었다. 섬너는 이때 머리와 목에 입은 상처로 3년간 상원 회의장에 돌아오지 못했다. 섬너는 노예제도 반대운동가들의 순교자가 되었다.
이 사건은 존 브라운을 자극하여 그가 캔자스 준주에서 일행을 이끌고 포타와토미 크릭의 노예제도 지지자 개척지를 습격하게 했다. 5월 24일 밤 브라운의 아들 중 4명을 포함한 집단이 노예제 지지자 남자 5명을 잡아서 그들의 집에서 폭이 넓은 칼로 찍어 죽였다. 그날 밤 처음 습격한 세 오두막에서 포로로 잡은 사람들 중에 제롬 글랜빌과 제임스 해리스에게 자유주 주민들에 대한 폭력 사태 연루에 관해 여러 가지 심문을 했으며, 그들이 그 사건에 참여하지 않았다는 것을 알고 해리스의 집으로 돌려보냈다. 그러나 나머지 오두막에서 붙잡힌 윌리엄 셔먼은 크릭 근처의 벼랑에서 칼로 살해당했다.
6월 2일, 존 브라운은 블랙 잭 전투에서 노예제도 지지자 헨리 클레이 페이트(이후 남군 대령)와 다른 22명을 포로로 잡았다. 1856년 공식적인 준주의 주도는 로렌스에서 불과 3km 떨어진 르컴튼으로 옮겨졌다. 같은 해 4월 연방 하원 조사위원회의 3명이 르컴튼에 도착하여, 사태를 조사했다. 위원회 보고서의 대부분은 보더 러피안의 간섭으로 선거가 제대로 실시되지 못했다는 것을 보여주고 있었다. 하지만 피어스 대통령은 위원회의 권고는 따르지 않고 노예 제도 찬성론자들이 구성한 의회를 캔자스 준주의 합법 의회로 인정했다. 사실 1865년 7월 4일, 피어스 대통령은 토피카의 그림자 정부를 해산시키기 위해 연방군을 파견했던 것이다.
1856년 8월 수천 명의 노예제 지지들이 군대를 결성하여 캔자스 준주로 행군했다. 같은 달 브라운과 추종자들은 ‘오사와토미 전투’에서 노예 제도 지지자 400명으로 구성된 병력과 교전을 벌였다. 이 적대 관계는 2개월이 이어졌고, 이후 브라운은 캔자스 준주를 떠나 새로운 준주 주지사 존 W. 게리가 취임하여 양측에 평화를 가져올 수 있었다. 마지막 대규모 폭력 사태는 1858년에 보더 러피안이 5명의 자유주 주민을 살해한 메르데 시그너스 학살에 촉발된 것이었다. 피의 캔자스의 폭력 사태로 1859년에 끝날 때까지 총 56명이 죽었다. 1861년에 남북 전쟁이 시작된 데 이어, 캔자스와 미주리주 경계선에서 추가적인 게릴라 폭력 사태가 일어났다.

## 헌법 투쟁
캔자스 유혈 폭력 사태의 게릴라전에 이어서 캔자스를 통치하게 된 헌법에 대한 투쟁이 있었다. 미주리 주민들에 의한 미등록 투표로 구성된 비합법적 정부에 저항하기 위해 자유주 그림자 정부를 만들었던 1855년 토피카 헌법을 포함한 여러 가지 헌법 초안이 기초되었다.
1857년 캔자스 헌법 제정 회의가 소집되었고, 여기에서 노예제를 옹호하는 ‘르컴튼 헌법’으로 알려진 헌법 초안을 기초했다. 그것은 노예 제도 반대자에게는 투표를 실시하는 수단을 제공하지 않았기 때문에, 노예 제도 폐지론자들은 비준 투표를 보이콧했다. 르컴튼 헌법은 제임스 뷰캐넌 대통령에 의해 수용되었고, 뷰캐넌은 의회에 그 헌법의 수락과 주 성립을 촉구했지만, 의회는 이에 동의하지 않고 재선거를 실시하도록 명령했다. 재선거는 노예제 지지자들이 보이콧하였고, 노예 제도 폐지론자들은 헌법 안을 거부함으로써 승리를 선언했다. 결국 르컴튼 헌법은 그것이 주민 과반수의 의지를 반영하고 있는지 명확하지 않았기 때문에 안건이 폐지되었다.
1859년 중반 와이앤도트 헌법이 기초되었다. 이 헌법 초안은 의회를 장악하고 있던 노예제도 폐지론자들의 견해가 담겼다. 유권자 투표에서는 2대 1의 비율로 승인되어, 1861년 1월 29일 캔자스는 그 조건에 자유주로서 미합중국에 가맹되었다.

## 유산 지역
2006년, 미국 의회는 새로운 ‘자유 국경 국립 역사 유산 지역’(Freedom's Frontier National Heritage Area)을 만드는 법안을 통과시켰다. 이 유산 지역은 미주리 주와 캔자스 주의 경계 전쟁에 숨어있는 이야기를 이야기, 개척자의 대화, 그리고 현재 이 지역에 자유를 가져온 투쟁의 역사를 이야기할 목적으로 만들어졌다. 자유 국경 국립 역사 유산 지역에는 41개 군이 들어가 있어 그 중 29개 군은 캔자스 동부와 중동 지역에 12 군은 미주리주 서부에 있다.

## 참고 자료
- Etcheson, Nicole. Bleeding Kansas: Contested Liberty in the Civil War Era (2006)
- Goodrich, Thomas. War to the Knife: Bleeding Kansas, 1854-1861 (2004)
- Malin, James C. John Brown and the legend of fifty-six (1942)
- Miner, Craig (2002). Kansas: The History of the Sunflower State, 1854-2000 (ISBN 0-7006-1215-7)
- Paretsky, Sara. Bleeding Kansas (2008)
- Reynolds, David (2005). John Brown, Abolitionist (ISBN0-375-41188-7)

### 영상
- KCPT Kansas City Public Television and Wide Awake Films (2007).

Bad Blood, the Border War that Triggered the Civil War a documentary DVD (ISBN0-9777261-42)

## 같이 보기
- 포타와토미 학살